# Czepieliszki
Czepieliszki (lit. Čepeliškė) – wieś na Litwie leżąca 3 km od Twerecza, nad rzeką Birwitą.

## Historia
Wieś została opisana w Słowniku geograficznym Królestwa Polskiego. Z opisu wynika, że wieś Czepieliszki leżała w powiecie święciańskim guberni wileńskiej Imperium Rosyjskiego. W 1866 r. w 3 domach mieszkało 43 mieszkańców katolików.
W dwudziestoleciu międzywojennym wieś i zaścianek Czepieliszki leżały w granicach II Rzeczypospolitej w gminie wiejskiej Twerecz, w powiecie święciańskim, w województwie wileńskim. Mieszkańcy podlegali pod parafię w Twereczu.
Po agresji ZSRR na Polskę w 1939 roku wieś została zajęta przez Armię Czerwoną i włączona do BSRR, a w 1940 do LSRR. W latach 1941–1944 pod okupacją niemiecką. Następnie leżała w LSRR. Od 1991 roku w Republice Litewskiej.